# 特利斯皮里斯河

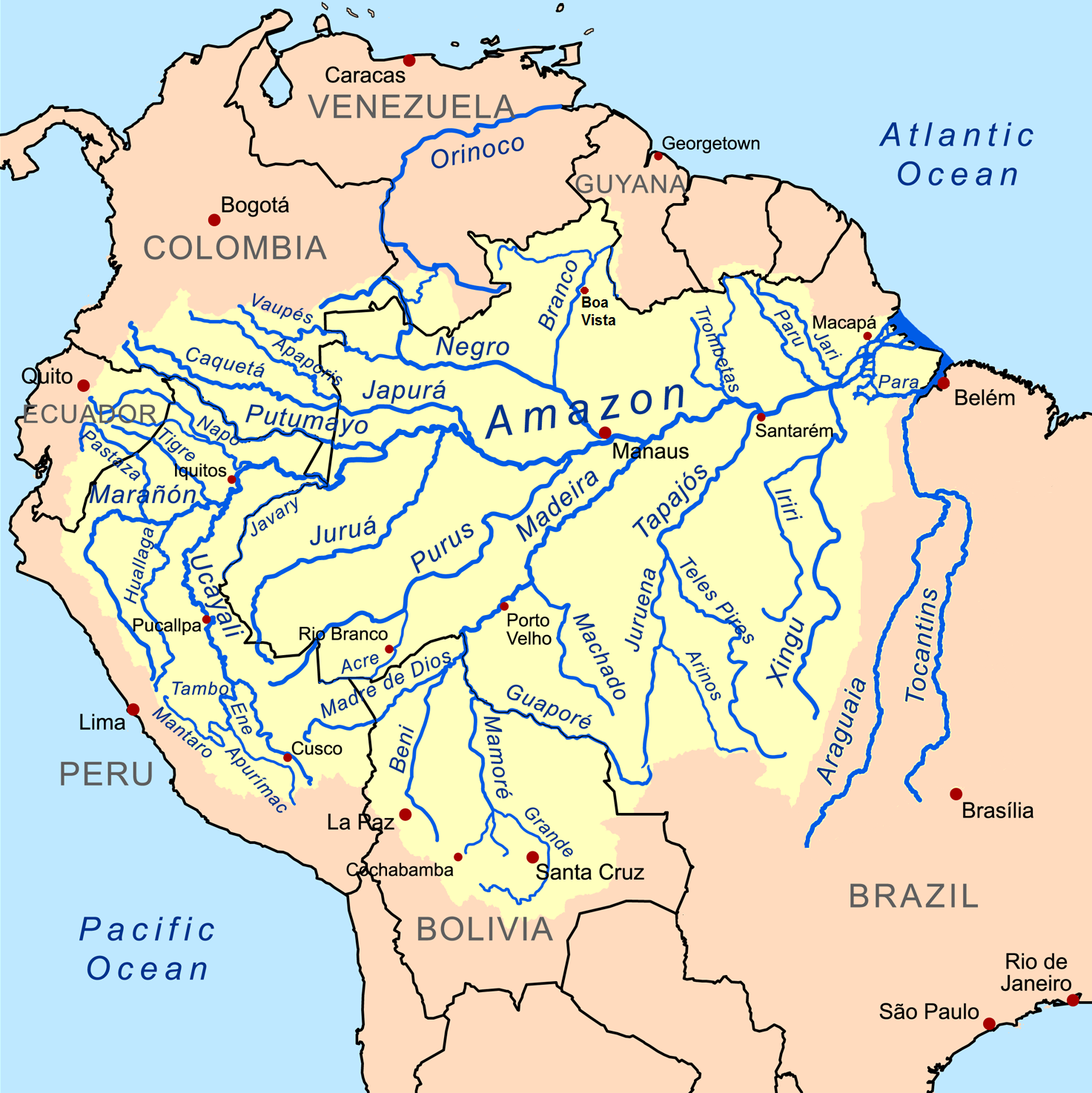
亞馬遜河流域

特利斯皮里斯河（葡萄牙語：Teles Pires或Rio São Manuel）是巴西一條長約1370公里的河流。
特利斯皮里斯河流經馬托格羅索州，下游是馬托格羅索及帕拉兩州的邊界。特利斯皮里斯河出口與茹魯埃納河匯合成為塔帕若斯河。塔帕若斯河是亞馬遜河其中一條最大的支流。
上弗洛雷斯塔（Alta Floresta）是特利斯皮里斯河沿岸最大的城市。

## 外部連結
- Hidrovia Tapajos - Teles Pires - Regierungsdokument（葡萄牙文）

7°21′01″S 58°08′18″W / 7.3502°S 58.1383°W